# Jean-Luc Nancy
Jean-Luc Nancy (Bordeus, el 26 de juliol de 1940 - Estrasburg, 23 d'agost de 2021) va ser un filòsof francès, considerat un dels pensadors francesos contemporanis més influents. Va ser professor emèrit de filosofia a la Universitat Marc Bloch d'Estrasburg i col·laborador de les Universitats de Berkeley i Berlín.

## Obres
- La Remarque spéculative : un bon mot de Hegel, Paris, Galilée, 1973.
- La Titre de la lettre, amb Philippe Lacoue-Labarthe, Paris, Galilée, 1973.
- Le Discours de la syncope, I. : Logodaedalus, Flammarion, 1975.
- L'Absolu littéraire. Théorie de la littérature du romantisme allemand, amb Philippe Lacoue-Labarthe, Paris, Seuil, 1978.
- Ego sum, Paris, Flammarion, 1979.
- Le Partage des voix, Paris, Galilée, 1982.
- L'Impératif catégorique, Paris, Flammarion, 1983.
- Hypnoses, amb Éric Michaud i Mikkel Borch-Jacobsen, 1984.
- L'Oubli de la philosophie, Paris, Galilée, 1986.
- La Communauté désœuvrée, Paris, Christian Bourgois, 1986.
- Des lieux divins, Mauvezin, T.E.R, 1987.
- L'Expérience de la liberté, Paris, Galilée, 1988.
- Une pensée finie, Paris, Galilée, 1990.
- Le Poids d'une pensée, Québec, Le Griffon d'argile, 1991.
- Le Mythe nazi, amb Philippe Lacoue-Labarthe, La tour d'Aigues, L'Aube, 1991.
- La Comparution (politique à venir), amb Jean-Christophe Bailly, Paris, Bourgois, 1991.
- Corpus, Paris, Métailié, 1992.
- Le Sens du monde, Galilée.
- The Birth to presence, Stanford, Stanford University Press, 1993.
- Les Muses, Paris, Galilée, 1994.
- Être singulier pluriel, Paris, Galilée, 1996.
- Hegel : l'inquiétude du négatif, Paris, Hachette, 1997.
- L'Intrus, Paris, Galilée, 2000.
- Le Regard du portrait, Paris, Galilée, 2000.
- Conloquium, introd. a Roberto Esposito, Communitas : origine et destin de la communauté, traduït de l'italià per Nadine Le Lirzin, Paris, PUF, coll. « Les essais du collège international de philosophie », 2000.
- La Pensée dérobée, Paris, Galilée, 2001.
- The Evidence of film, Bruxelles, Yves Gevaert, 2001.
- La Création du monde ou la Mondialisation, Paris, Galilée, 2002.
- Nus sommes : la peau des images, amb Federico Ferrari, Paris, Klincksieck, 2003.
- La Déclosion, Paris, Galilée, 2005.
- Iconographie de l'auteur, amb Federico Ferrari, Paris, Galilée, 2005.
- Sur le commerce des pensées, il·lustracions de Jean Le Gac, Paris, Galilée, 2005.
- Tombe de sommeil, Paris, Galilée, 2007.
- Juste impossible, Paris, Bayard, 2007.
  - Justo imposible, traducció de Pilar Ballesta Pagès, Cànoves i Samalús, Ed. Proteus, 2010 ISBN 978-84-937508-2-4
  - Just impossible, traducció de Pilar Ballesta Pagès, Cànoves i Samalús, Ed. Proteus, 2010 ISBN 978-84-937508-1-7
- Vérité de la démocratie, Paris, Galilée, 2008.
- Démocratie, dans quel état ?, amb Giorgio Agamben, Alain Badiou, Daniel Bensaïd, Wendy Brown, Jacques Rancière, Kristin Ross i Slavoj Žižek, La Fabrique, 2009.
- L'Adoration, Paris, Galilée, 2010.
- Atlan : les détrempes, Paris, Hazan, 2010.
- « À Vengeance ? de Robert Antelme », epíleg de Robert Antelme, Vengeance ?, Paris, Hermann, 2010.
- Maurice Blanchot, passion politique, Paris, Galilée, 2011.
- Politique et au-delà, entrevista amb Philipp Armstrong i Jason E. Smith, Paris, Galilée, 2011.
- Dans quels mondes vivons-nous?, amb Aurélien Barrau, Paris, Galilée, 2011.